# Іан Гейдн Сміт
Іан Гайдн Сміт (англ. Ian Haydn Smith) — британський письменник і журналіст. Створює матеріали про кіно та мистецтво для багатьох ЗМІ, як друкованих, так і телерадіо. З 2007 по 2012 рік був редактором International Film Guide. З 2011 року є редактором Curzon Magazine. В Україні перекладами його творів опікується львівське Видавництво Старого Лева.

## Українські переклади
- Коротка історія фотографії (книжка) / Іан Гейдн Сміт ; пер. з англ. Т. Савчинська. — Львів : Видавництво Старого Лева, 2021. — 224 с. — ISBN 978-617-679-748-7 .[2]